# 1910 (programa de televisión)
1910 fue un reality de época producido por Canal 13. Al igual que su antecesor, 1810, se ambientó en el pasado, esta vez en el año 1910. Además mezcló concursantes elegidos por cástines masivos con rostros televisivos. Su fecha de estreno fue el 20 de julio de 2009, un día después de la final de 1810. Conducido por Raquel Argandoña y coconducido por Pablo Mackenna. Su premio final, al igual que su predecesor, será la suma de 50 millones de pesos chilenos. El ganador del reality fue Fabricio Vasconcellos tras ganar a Arturo Prat Lopicich. En un primer momento el reality contaba con la participación de Angélica Sepulveda pero el canal decidió romper el contrato ya que había interpuesto una demanda contra el canal.

## Capítulo estreno
Raquel Argandoña hace una breve reseña histórica de lo vivido en las salitreras del norte de Chile en los 1900, y lo relaciona con lo que están próximos a vivir los participantes de 1910.
Se presentan en televisión 4 de los participantes famosos (Álvaro, Pamela, Edmundo y Adriana), llegando en dos Jeep al desierto de Atacama, a los que se les señala que serán divididos en dos equipos: Centenario (rojo) y Progreso (verde), y debían comenzar con una competencia de resistencia: los 4 debían sostener unos sacos sobre su cabeza el mayor tiempo posible, al terminar esta prueba se les entregaba un sobre con una pregunta que debían contestar correctamente para continuar, y luego ayudados con un mapa debían rescatar a 5 de sus compañeros de equipo que estaban atrapados en el desierto para acabar la prueba. Al terminar la prueba se dirigieron a unas oficinas salitreras para pasar la noche, al llegar ahí debían dejar de lado todo lo perteneciente al siglo XXI para vestirse como en la época de 1900. El equipo ganador (Progreso) durmió en un lugar cerrado, mientras que el equipo perdedor (Centenario) en uno abierto.
Al día siguiente, se enfrentaban ambos equipos en la prueba que determinaría la inmunidad de la semana.
La prueba consistían en acarrear baldes de arena sobre un carro para lograr hacer contrapeso en un barril. El equipo ganador fue Progreso, y serían los inmunes.

## Equipo del programa
- Presentadores: Raquel Argandoña lidera las competencias por equipos, los consejos de nominación y los duelos de eliminación.

## Participantes
| Participante                                                                                   | Edad | Equipo        | Situación actual                                   | Resultado anterior                   |
| ---------------------------------------------------------------------------------------------- | ---- | ------------- | -------------------------------------------------- | ------------------------------------ |
| Fabricio Vasconcelos Bailarín y Ex chico reality                                               | 29   | Finalista     | Ganador En duelo de fuerza                         | Abandona Voluntariamente             |
| Arturo Prat Lopicich Estudiante de educación Física/ Abogado                                   | 29   | Finalista     | 2.º Lugar En duelo de fuerza                       |                                      |
| Adriana Barrientos Modelo                                                                      | 29   | Finalista     | 3.er Lugar En duelo de habilidad                   |                                      |
| Daniel Pinto Ingeniero Comercial                                                               | 27   | Finalista     | 4.er Lugar En duelo de habilidad                   |                                      |
| Denisse Moreno Futbolista / Estudiante de Ecoturismo                                           | 20   | Finalista     | 5.º Lugar En competencia de fuerza                 | 1.ª eliminada En duelo de equilibrio |
| Katherine Bodis Ex lectora del tiempo en Mega                                                  | 25   | Semifinalista | Semifinalista eliminada En competencia de destreza | 7.ª eliminada En duelo de equilibrio |
| Cristian Martínez Modelo                                                                       | 32   | Semifinalista | Semifinalista eliminado En competencia de destreza |                                      |
| Vanesa Borghi Actriz y Modelo                                                                  | 26   | Individuales  | 14.ª eliminada En duelo de fuerza                  |                                      |
| José Ignacio Valenzuela Estudiante de Sociología                                               | 25   | Individuales  | 13.er eliminado En duelo de fuerza                 |                                      |
| Roberto Dueñas Mánager/ Opinólogo                                                              | 46   | Congreso      | 12.º eliminado En duelo de fuerza                  |                                      |
| Carolina Chacón Profesora                                                                      | 31   | Congreso      | 11.ª eliminada En duelo de equilibrio              |                                      |
| Ximena Huilipán Modelo                                                                         | 28   | Congreso      | 10.ª eliminada En duelo de destreza                |                                      |
| Viví Rodríguez Bailarina/ Ex- chica Mekano y Granjeras                                         | 27   | Progreso      | 9.ª eliminada En duelo de equilibrio               | 4.ª eliminada En duelo de habilidad  |
| Adriano Ribeiro Modelo                                                                         | 32   | Progreso      | 8.º eliminado En duelo de fuerza                   |                                      |
| Ernesto Lavín Modelo/ Animador/ Ex Yingo                                                       | 25   | Centenario    | Abandona voluntariamente                           |                                      |
| Marisela Santibáñez Actriz / Panelista de Jugados/ Locutora de radio                           | 34   | Progreso      | 6.ª eliminada En duelo de habilidad                |                                      |
| Paula Lopicich Secretaria Ejecutiva/ Madre de Arturo Prat Lopicich                             | 45   | Progreso      | 5.ª eliminada En duelo de habilidad                |                                      |
| Álvaro Ballero Estudiante de Publicidad/ Hermano de Carla Ballero/ Ex Protagonistas de la fama | 27   | Centenario    | 3.er eliminado En duelo de habilidad               |                                      |
| Pamela Díaz Modelo de Alta costura / Conductora de TV/ Ex- Chica Reality                       | 28   | Centenario    | Abandona Por motivos laborales                     |                                      |
| Pavel Ramos D.J./ Ex Yingo                                                                     | 23   | Progreso      | 2.º eliminado En duelo de habilidad                |                                      |
| Edmundo Varas Futbolista amateur y preparador físico                                           | 26   | Progreso      | Expulsado Por transgredir reglas                   |                                      |

1. ↑  Fabricio reingresa en la 10.ª semana, por votación popular.
2. 1 2  En la 2.ª semana, ingresan 2 nuevos participante, Katherin y Arturo Prat.
3. 1 2  En la 6.ª semana, Denisse y Viví reingresa por votación popular. Aunque el público votó un 77% por Viví Rodríguez, un 22% por Pamela Díaz y un 1% por Denisse Moreno, Pamela decidió no reingresar al reality, por lo que Denisse ocupó su lugar.
4. 1 2  En la 7.ª semana, Ernesto Lavín decidió abandonar la hacienda, y Katherine Bodis, la última eliminada en ese momento, volvió a ocupar el cupo vacante, sin embargo llegó al equipo progreso no al equipo de Ernesto, Centenario.
5. ↑  Cristián ingresa en la 10.ª semana.
6. 1 2  En la 7.ª semana, ingresan 2 nuevos participante, Vanessa y Adriano.
7. ↑  José Ignacio ingresa en la 3.ª semana, en reemplazo de Edmundo.
8. ↑  Carolina ingresa en la 4.ª semana, en reemplazo de Pamela.
9. ↑  Pamela, tras dos intentos de escape, fue devuelta al programa. Sin embargo, abandonó luego de que su contrato caducara, ya que su permanencia dentro del programa era de solo 15 días debido a compromisos laborales.

- Semanas 1 - 9:

     Participante equipo Centenario.
     Participante equipo Progreso.
- Semanas 10 - 12:

     Participante equipo Congreso.
     Participante equipo República.
- Semanas 13 - 14:

     Participante individual

### Participantes en otros realities
| Concursante           | Reality                  | País  | Año       | Resultado                               |
| --------------------- | ------------------------ | ----- | --------- | --------------------------------------- |
| Arturo Prat Lopicich  | 1810                     | Chile | 2009      | 2.o lugar                               |
| Edmundo Varas         | 1810 Amor Ciego          | Chile | 2009 2008 | Expulsado Ganador                       |
| Fabricio Vasconcellos | Expedición Robinson      | Chile | 2006      | 2.o lugar                               |
| Carolina Chacón       | La Casa                  | Chile | 2006      | 12.a pareja eliminada                   |
| Viví Rodríguez        | Granjeras                | Chile | 2005      | 8.ª Eliminada / Semifinalista Eliminada |
| Marisela Santibáñez   | La Granja VIP            | Chile | 2005      | 11.a eliminada                          |
| Pamela Díaz           | La Granja VIP            | Chile | 2005      | 1.ª Eliminada / 4.ª eliminada           |
| Álvaro Ballero        | Protagonistas de la fama | Chile | 2003      | Ganador                                 |

## Audiencia
| Horário              | # Eps. | Estreno             | Estreno         | Final                 | Final           | Posición | Temporada | Medio |
| Horário              | # Eps. | Data                | Primer capítulo | Data                  | Último capítulo | Posición | Temporada | Medio |
| -------------------- | ------ | ------------------- | --------------- | --------------------- | --------------- | -------- | --------- | ----- |
| Lunes - Jueves 22:00 | 54     | 20 de julio de 2009 | 28,7            | 31 de octubre de 2009 | 20,0            | 1        | 2009      | 15,3  |

## Tabla resumen

### Competencias por equipos
| Adriana   | Gana      | Salvada   | Gana      | Gana      | Inmune    | Inmune    | Salvada   | Inmune    | Salvada   | Gana      | Gana      | Gana      |
| Arturo    |           | Gana      | Salvado   | Inmune    | Gana      | Gana      | Gana      | Gana      | Gana      | Salvado   | Salvado   | Salvado   |
| Cristián  |           |           |           |           |           |           |           |           |           | Gana      | Gana      | Gana      |
| Daniel    | Gana      | Salvado   | Gana      | Inmune    | Salvado   | Inmune    | Salvado   | Salvado   | Salvado   | Gana      | Gana      | Gana      |
| Denisse   | Eliminada |           |           |           |           | Gana      | Gana      | Gana      | Gana      | Gana      | Gana      | Gana      |
| Fabricio  | Gana      | Inmune    | Gana      | Salvado   | Abandona  |           |           |           |           | Gana      | Gana      | Inmune    |
| José      | Gana      | Nominado  | Gana      | Gana      | Salvado   | Nominado  | Nominado  | Nominado  | Inmune    | Inmune    | Nominado  | Inmune    |
| Katherine |           | Salvada   | Gana      | Gana      | Nominada  | Salvada   | Eliminada | Salvada   | Nominada  | Gana      | Gana      | Gana      |
| Vanessa   |           |           |           |           |           |           | Gana      | Gana      | Inmune    | Inmune    | Inmune    | Salvada   |
| Roberto   | Salvado   | Gana      | Inmune    | Salvado   | Gana      | Gana      | Gana      | Gana      | Gana      | Salvado   | Inmune    | Eliminado |
| Carolina  |           |           |           | Nominada  | Gana      | Gana      | Gana      | Gana      | Gana      | Nominada  | Eliminada |           |
| Ximena    | Nominada  | Gana      | Salvada   | Inmune    | Gana      | Gana      | Gana      | Gana      | Gana      | Eliminada |           |           |
| Viví      | Inmune    | Gana      | Inmune    | Eliminada |           | Inmune    | Inmune    | Inmune    | Eliminada |           |           |           |
| Adriano   |           |           |           |           |           |           | Salvado   | Eliminado |           |           |           |           |
| Ernesto   | Salvado   | Inmune    | Nominado  | Salvado   | Gana      | Gana      | Abandona  |           |           |           |           |           |
| Marisela  | Gana      | Salvada   | Gana      | Gana      | Salvada   | Eliminada |           |           |           |           |           |           |
| Paula     | Gana      | Salvada   | Gana      | Gana      | Eliminada |           |           |           |           |           |           |           |
| Álvaro    | Salvado   | Gana      | Eliminado |           |           |           |           |           |           |           |           |           |
| Pamela    | Salvada   | Abandona  |           |           |           |           |           |           |           |           |           |           |
| Pavel     | Gana      | Eliminado |           |           |           |           |           |           |           |           |           |           |
| Edmundo   | Expulsado |           |           |           |           |           |           |           |           |           |           |           |

     El participante gana junto a su equipo la semana y es salvado.
     El participante obtiene la inmunidad del legado.
     El participante obtiene la inmunidad individual.
     El participante pierde junto a su equipo la semana, pero no es nominado.
     El participante pierde junto a su equipo la semana y es nominado por los participantes Peones (equipo propio).
     El participante pierde junto a su equipo la semana y es nominado por los participantes Aristócratas (equipo contrario).
     El participante es nominado, pierde el duelo de eliminación y posteriormente es eliminado de la competencia.
     El participante abandona la competencia.
     El participante es expulsado de la competencia.

### Competencia Individual
| Adriana   | Salvada   | Nominada  |
| Arturo    | Gana      | Gana      |
| Cristian  | Nominado  | Salvado   |
| Daniel    | Gana      | Gana      |
| Denisse   | Inmune    | Inmune    |
| Fabricio  | Inmune    | Inmune    |
| Katherine | Gana      | Gana      |
| Vanessa   | Gana      | Eliminada |
| José      | Eliminado |           |

     El participante gana la competencia individual y no es nominado.
     El participante obtiene la inmunidad.
     El participante pierde la competencia individual, pero no es nominado (nominan al sexo contrario).
     El participante pierde la competencia individual y es nominado por sus compañeros.
     El participante es nominado en el Parlamento por sus compañeros.
     El participante es nominado, pierde el duelo de eliminación y posteriormente es eliminado de la competencia.

## Fases de la competencia

### Grupales
| Semanas:     | 1 - 9                | 1 - 9                   |  | 10 - 12                 | 10 - 12               |
| Equipos:     | Centenario           | Progreso                |  | Congreso                | República             |
| Integrantes: | Álvaro Ballero       | Adriana Barrientos      |  | Arturo Prat Lopicich    | Adriana Barrientos    |
| Integrantes: | Denisse Moreno       | Daniel Pinto            |  | Carolina Chacón         | Cristian Martínez     |
| Integrantes: | Ernesto Lavín        | Edmundo Varas           |  | José Ignacio Valenzuela | Daniel Pinto          |
| Integrantes: | Pamela Díaz          | Fabricio Vasconcellos   |  | Roberto Dueñas          | Denisse Moreno        |
| Integrantes: | Roberto Dueñas       | Marisela Santibáñez     |  | Vanessa Borghi          | Fabricio Vasconcellos |
| Integrantes: | Viví Rodríguez       | Paula Lopicich          |  | Ximena Huilipán         | Katherine Bodis       |
| Integrantes: | Ximena Huilipán      | Pavel Ramos             |  |                         |                       |
| Integrantes: | Arturo Prat Lopicich | Katherine Bodis         |  |                         |                       |
| Integrantes: | Carolina Chacón      | José Ignacio Valenzuela |  |                         |                       |
| Integrantes: | Vanessa Borghi       | Viví Rodríguez          |  |                         |                       |
| Integrantes: | Adriano Ribeiro      |                         |  |                         |                       |

1. 1 2  En la 6.ª semana, Viví y Denisse reingresan por votación del público. Aunque el público votó un 77% por Viví Rodríguez, un 22% por Pamela Díaz y un 1% por Denisse Moreno, Pamela decidió no reingresar al reality, por lo que Denisse ocupó su lugar.
2. ↑  En la 10.ª semana, Cristián Martínez ingresa a la hacienda.
3. ↑  En la 10.ª semana, Fabricio Vasconcellos ingresa a la hacienda por votación popular.
4. 1 2  En la 2.ª semana dos nuevos participantes entraron, Katherine Bodis y Arturo Prat Lopicich.
5. ↑  En reemplazo de Pamela Díaz, Carolina Chacón ingresa en la 4.ª semana.
6. ↑  En reemplazo de Edmundo Varas, José Ignacio Valenzuela ingresa en la 3.ª semana.
7. 1 2  En la 7.ª semana, ingresan a la competencia 2 nuevos participantes, Adriano Ribeiro y Vanessa Borghi.
8. ↑  Viví reingresó en la 6.ª semana, sin embargo, en esta ocasión, integró al equipo "Progreso" (antes de ser eliminada, era integrante del equipo "Centenario")

### Individuales
| Semanas:       | 13 - 14                 |            | Final                 | Final              | Final                 | Final              | Final                 | Final              | Final                 | Final              | Final                 |
| Instancia:     | Individuales            |            | "1910: Gran Final"    | "1910: Gran Final" | "1910: Gran Final"    | "1910: Gran Final" | "1910: Gran Final"    | "1910: Gran Final" | "1910: Gran Final"    | "1910: Gran Final" | "1910: Gran Final"    |
| Instancia:     | Individuales            | Finalistas |                       | Semifinal          | Semifinal             | Semifinal          |                       | Final              |                       | Ganador            |                       |
| Instancia:     | Individuales            | Finalistas | 4.º lugar             |                    | 3.er lugar compartido |                    |                       | Final              |                       | Ganador            |                       |
| Participantes: | Adriana Barrientos      |            | Adriana Barrientos    |                    | Adriana Barrientos    |                    | Adriana Barrientos    |                    | Arturo Prat Lopicich  |                    | Fabricio Vasconcellos |
| Participantes: | Arturo Prat Lopicich    |            | Arturo Prat Lopicich  |                    | Arturo Prat Lopicich  |                    | Arturo Prat Lopicich  |                    | Fabricio Vasconcellos |                    |                       |
| Participantes: | Cristian Martínez       |            | Cristian Martínez     |                    | Daniel Pinto          |                    | Daniel Pinto          |                    |                       |                    |                       |
| Participantes: | Daniel Pinto            |            | Daniel Pinto          |                    | Denisse Moreno        |                    | Fabricio Vasconcellos |                    |                       |                    |                       |
| Participantes: | Denisse Moreno          |            | Denisse Moreno        |                    | Fabricio Vasconcellos |                    |                       |                    |                       |                    |                       |
| Participantes: | Fabricio Vasconcellos   |            | Fabricio Vasconcellos |                    |                       |                    |                       |                    |                       |                    |                       |
| Participantes: | José Ignacio Valenzuela |            | Katherine Bodis       |                    |                       |                    |                       |                    |                       |                    |                       |
| Participantes: | Katherine Bodis         |            |                       |                    |                       |                    |                       |                    |                       |                    |                       |
| Participantes: | Vanessa Borghi          |            |                       |                    |                       |                    |                       |                    |                       |                    |                       |

## Votos del parlamento

### Equipos
| Semana:                | 1                 | 2               | 3                 | 4                  | 5                   | 6                  | 7                   | 8                 | 9                   | 10                 | 11                 | 12                |
| ---------------------- | ----------------- | --------------- | ----------------- | ------------------ | ------------------- | ------------------ | ------------------- | ----------------- | ------------------- | ------------------ | ------------------ | ----------------- |
| Equipo ganador:        | Progreso          | Centenario      | Progreso          | Progreso           | Centenario          | Centenario         | Centenario          | Centenario        | Centenario          | República          | República          | República         |
| Inmune legado:         |                   | Ernesto         | Roberto           | Daniel             | Fabricio            | Adriana            | Ernesto             | Adriana           | Vanessa             | José               | Roberto            | Fabricio          |
| Inmune individual:     | Viví              | Fabrizio        | Arturo Viví       | Arturo Ximena      | Adriana             | Daniel Viví        | Viví                | Viví              | José                | Vanessa            | Vanessa            | José              |
| Adriana                | Denisse           | Pavel           | Ernesto           | Ernesto            | Marisela            | Marisela           | José                | José              | Viví                | Roberto            | Arturo             | Arturo            |
| Arturo                 |                   | José            | Álvaro            | Carolina           | Marisela            | José               | Adriana             | Daniel            | Adriana             | Carolina           | José               | Roberto           |
| Cristian               |                   |                 |                   |                    |                     |                    |                     |                   |                     | Ximena             | Arturo             | Arturo            |
| Daniel                 | Pamela            | Pavel           | Ernesto           | Viví               | Katherine           | José               | José                | Adriano           | Viví                | Ximena             | Carolina           | Arturo            |
| Denisse                | Ximena            |                 |                   |                    |                     | Katherine          | Adriana             | Adriano           | Adriana             | Ximena             | Carolina           | Arturo            |
| Fabricio               | Denisse           | Pavel           | Ernesto           | Viví               | Katherine           |                    |                     |                   |                     | Roberto            | Carolina           | Vanessa           |
| José                   |                   |                 | Ernesto           | Viví               | Katherine           | Katherine          | Daniel              | Adriano           | Adriana             | Ximena             | Arturo             | Roberto           |
| Katherine              |                   | Pavel           | Ernesto           | Ernesto            | Marisela            | Marisela           | José                | José              | Viví                | Roberto            | Arturo             | Arturo            |
| Vanessa                |                   |                 |                   |                    |                     |                    | Daniel              | Daniel            | Katherine           | Carolina           | Arturo             | José              |
| Roberto                | Ximena            | José            | Arturo            | Carolina           | Paula               | José               | Adriana             | Adriano           | Katherine           | Carolina           | José               | José              |
| Carolina               |                   |                 |                   | Ximena             | Marisela            | Katherine          | Katherine           | Daniel            | Adriana             | Vanessa            | José               |                   |
| Ximena                 | Denisse           | José            | Álvaro            | Carolina           | Paula               | José               | Katherine           | Adriano           | Katherine           | Vanessa            |                    |                   |
| Viví                   | Ximena            | José            | Álvaro            | Carolina           |                     | Marisela           | José                | Daniel            | Adriana             |                    |                    |                   |
| Adriano                |                   |                 |                   |                    |                     |                    | José                | José              |                     |                    |                    |                   |
| Ernesto                | Ximena            | José            | Álvaro            | Carolina           | Paula               | Katherine          | Katherine           |                   |                     |                    |                    |                   |
| Marisela               | Denisse           | Pavel           | Ernesto           | Roberto            | Katherine           | José               |                     |                   |                     |                    |                    |                   |
| Paula                  | Pamela            | Pavel           | Ernesto           | Viví               | Marisela            |                    |                     |                   |                     |                    |                    |                   |
| Álvaro                 | Pamela            | José            | Arturo            |                    |                     |                    |                     |                   |                     |                    |                    |                   |
| Pamela                 | Ximena            | José            |                   |                    |                     |                    |                     |                   |                     |                    |                    |                   |
| Pavel                  | Pamela            | Daniel          |                   |                    |                     |                    |                     |                   |                     |                    |                    |                   |
| Edmundo                | Denisse           |                 |                   |                    |                     |                    |                     |                   |                     |                    |                    |                   |
| Nominado peones:       | Ximena 5/7 votos  | Pavel 6/7 votos | Álvaro 4/6 votos  | Carolina 5/6 votos | Katherine 4/7 votos | Marisela 3/6 votos | José 5/6 votos      | José 3/6 votos    | Viví 3/5 votos      | Carolina 3/6 votos | José 3/5 votos     | Roberto 2/4 votos |
| Nominado aristócratas: | Denisse 4/7 votos | José 7/7 votos  | Ernesto 7/7 votos | Viví 4/7 votos     | Paula 3/5 votos     | José 4/7 votos     | Katherine 4/7 votos | Adriano 4/6 votos | Katherine 4/6 votos | Ximena 3/6 votos   | Carolina 3/6 votos | Arturo 5/6 votos  |
| Eliminado:             | Denisse           | Pavel           | Álvaro            | Viví               | Paula               | Marisela           | Katherine           | Adriano           | Viví                | Ximena             | Carolina           | Roberto           |

1. ↑  Fabricio, al estar inmune, debió desempatar entre José y Roberto. Él votó por Roberto.
2. ↑  Adriana, al estar inmune, debió desempatar entre José y Katherine. Ella votó a José.
3. ↑  Ernesto, al estar inmune, debió desempatar entre Adriana y Katherin. Él votó a Katherin.
4. ↑  Adriana, al estar inmune, debió desempatar entre Adriano y Daniel. Ella votó por Adriano.
5. ↑  Vanessa, al estar inmune, debió desempatar entre Adriana y Katherin. Ella votó por Katherin.
6. ↑  José, al estar inmune, debió desempatar entre Roberto y Ximena. Él votó por Xinema.
7. ↑  Roberto, al estar inmune, debió desempatar entre Carolina y José. Él votó por Carolina.
8. ↑  En la 6.ª semana se pruduce el primer Duelo Mixto.

### Individuales
| Inmunes Competencia:    | Fabricio           | Fabricio           | Fabricio          | Fabricio          |  |  |  |  |  |  |  |  |  |  |  |  |  |  |  |  |  |  |  |  |  |  |  |  |  |  |  |  |  |  |  |  |  |  |  |  |  |  |
| Inmunes Competencia:    | Denisse            | Denisse            | Denisse           | Denisse           |  |  |  |  |  |  |  |  |  |  |  |  |  |  |  |  |  |  |  |  |  |  |  |  |  |  |  |  |  |  |  |  |  |  |  |  |  |  |
| Perdedores Competencia: | José               | José               | Cristian          | Cristian          |  |  |  |  |  |  |  |  |  |  |  |  |  |  |  |  |  |  |  |  |  |  |  |  |  |  |  |  |  |  |  |  |  |  |  |  |  |  |
| Perdedores Competencia: | Adriana            | Adriana            | Adriana           | Adriana           |  |  |  |  |  |  |  |  |  |  |  |  |  |  |  |  |  |  |  |  |  |  |  |  |  |  |  |  |  |  |  |  |  |  |  |  |  |  |
| Adriana                 | -                  | Cristian           | -                 | Vanessa           |  |  |  |  |  |  |  |  |  |  |  |  |  |  |  |  |  |  |  |  |  |  |  |  |  |  |  |  |  |  |  |  |  |  |  |  |  |  |
| Arturo                  | José               | Cristian           | Adriana           | Katherine         |  |  |  |  |  |  |  |  |  |  |  |  |  |  |  |  |  |  |  |  |  |  |  |  |  |  |  |  |  |  |  |  |  |  |  |  |  |  |
| Cristian                | Adriana            | Arturo             | -                 | Vanessa           |  |  |  |  |  |  |  |  |  |  |  |  |  |  |  |  |  |  |  |  |  |  |  |  |  |  |  |  |  |  |  |  |  |  |  |  |  |  |
| Daniel                  | José               | Cristian           | Adriana           | Vanessa           |  |  |  |  |  |  |  |  |  |  |  |  |  |  |  |  |  |  |  |  |  |  |  |  |  |  |  |  |  |  |  |  |  |  |  |  |  |  |
| Denisse                 | Adriana            | Cristian           | Adriana           | Katherine         |  |  |  |  |  |  |  |  |  |  |  |  |  |  |  |  |  |  |  |  |  |  |  |  |  |  |  |  |  |  |  |  |  |  |  |  |  |  |
| Fabricio                | Adriana            | Cristian           | Adriana           | Vanessa           |  |  |  |  |  |  |  |  |  |  |  |  |  |  |  |  |  |  |  |  |  |  |  |  |  |  |  |  |  |  |  |  |  |  |  |  |  |  |
| Katherine               | José               | Cristian           | Adriana           | -                 |  |  |  |  |  |  |  |  |  |  |  |  |  |  |  |  |  |  |  |  |  |  |  |  |  |  |  |  |  |  |  |  |  |  |  |  |  |  |
| Vanessa                 | José               | Cristian           | Adriana           | -                 |  |  |  |  |  |  |  |  |  |  |  |  |  |  |  |  |  |  |  |  |  |  |  |  |  |  |  |  |  |  |  |  |  |  |  |  |  |  |
| José                    | -                  | Cristian           |                   |                   |  |  |  |  |  |  |  |  |  |  |  |  |  |  |  |  |  |  |  |  |  |  |  |  |  |  |  |  |  |  |  |  |  |  |  |  |  |  |
| Nominado Perdedor:      | José 4/7 votos     | José 4/7 votos     | Adriana 6/6 votos | Adriana 6/6 votos |  |  |  |  |  |  |  |  |  |  |  |  |  |  |  |  |  |  |  |  |  |  |  |  |  |  |  |  |  |  |  |  |  |  |  |  |  |  |
| Nominado Parlamento:    | Cristian 8/9 votos | Cristian 8/9 votos | Vanessa 4/6 votos | Vanessa 4/6 votos |  |  |  |  |  |  |  |  |  |  |  |  |  |  |  |  |  |  |  |  |  |  |  |  |  |  |  |  |  |  |  |  |  |  |  |  |  |  |
| Eliminado:              | José               | José               | Vanessa           | Vanessa           |  |  |  |  |  |  |  |  |  |  |  |  |  |  |  |  |  |  |  |  |  |  |  |  |  |  |  |  |  |  |  |  |  |  |  |  |  |  |

## Competencias

### Competencia por equipos
| Semana | Equipo ganador | Equipo perdedor | Nominado Peones | Nominado Aristócratas | Tipo de duelo | Eliminado |
| ------ | -------------- | --------------- | --------------- | --------------------- | ------------- | --------- |
| 1      | Progreso       | Centenario      | Ximena          | Denisse               | Equilibrio    | Denisse   |
| 2      | Centenario     | Progreso        | Pavel           | José                  | Habilidad     | Pavel     |
| 3      | Progreso       | Centenario      | Álvaro          | Ernesto               | Habilidad     | Álvaro    |
| 4      | Progreso       | Centenario      | Carolina        | Viví                  | Habilidad     | Viví      |
| 5      | Centenario     | Progreso        | Katherine       | Paula                 | Habilidad     | Paula     |
| 6      | Centenario     | Progreso        | Marisela        | José                  | Habilidad     | Marisela  |
| 7      | Centenario     | Progreso        | José            | Katherine             | Equilibrio    | Katherine |
| 8      | Centenario     | Progreso        | José            | Adriano               | Fuerza        | Adriano   |
| 9      | Centenario     | Progreso        | Vivi            | Katherine             | Equilibrio    | Viví      |
| 10     | República      | Congreso        | Carolina        | Ximena                | Destreza      | Ximena    |
| 11     | República      | Congreso        | José            | Carolina              | Equilibrio    | Carolina  |
| 12     | República      | Congreso        | Roberto         | Arturo                | Fuerza        | Roberto   |

### Individuales
| Semana | Ganador  | Ganadora | Perdedor | Perdedora | Nominado/a Perdedores | Nominado/a Parlamento | Tipo de duelo | Eliminado/a |
| ------ | -------- | -------- | -------- | --------- | --------------------- | --------------------- | ------------- | ----------- |
| 13     | Fabricio | Denisse  | José     | Adriana   | José                  | Cristian              | Fuerza        | José        |
| 14     | Fabricio | Denisse  | Cristian | Adriana   | Adriana               | Vanessa               | Fuerza        | Vanessa     |

### Semifinales
| Mujeres | Adriana   | Destreza | Adriana |           |  |  |  |  |  |  |  |  |  |  |  |  |  |  |  |  |  |  |  |  |  |  |  |  |  |  |  |  |  |  |  |  |  |  |  |  |  |  |  |
| Mujeres | Denisse   | Destreza | Denisse |           |  |  |  |  |  |  |  |  |  |  |  |  |  |  |  |  |  |  |  |  |  |  |  |  |  |  |  |  |  |  |  |  |  |  |  |  |  |  |  |
| Mujeres | Katherine | Destreza |         | Katherine |  |  |  |  |  |  |  |  |  |  |  |  |  |  |  |  |  |  |  |  |  |  |  |  |  |  |  |  |  |  |  |  |  |  |  |  |  |  |  |

| Hombres | Arturo   | Destreza | Arturo   |          |  |  |  |  |  |  |  |  |  |  |  |  |  |  |  |  |  |  |  |  |  |  |  |  |  |  |  |  |  |  |  |  |  |  |  |  |  |  |  |
| Hombres | Cristian | Destreza |          | Cristian |  |  |  |  |  |  |  |  |  |  |  |  |  |  |  |  |  |  |  |  |  |  |  |  |  |  |  |  |  |  |  |  |  |  |  |  |  |  |  |
| Hombres | Daniel   | Destreza | Daniel   |          |  |  |  |  |  |  |  |  |  |  |  |  |  |  |  |  |  |  |  |  |  |  |  |  |  |  |  |  |  |  |  |  |  |  |  |  |  |  |  |
| Hombres | Fabricio | Destreza | Fabricio |          |  |  |  |  |  |  |  |  |  |  |  |  |  |  |  |  |  |  |  |  |  |  |  |  |  |  |  |  |  |  |  |  |  |  |  |  |  |  |  |

### Competencias Por Equipos
1.ª Competencia Por Equipos: Los Participantes deberán acarrear un balde con arena, llevándolos por un carro que funcionaba con rieles (el cual se mueve con una palanca que está dentro del carro que debe ser pujada en movimiento de vaivén), para así llegar a una base en la cual habrá barriles colgando de esta, entonces los participantes deberán subir la escalera y echar la arena para hacer
contrapeso. El primer equipo en hacer contrapeso y hacer que todos sus participantes subieran a la
base era el ganador.
2.ª Competencia Por Equipos: El objetivo de la prueba era llevar objetos y a los participantes hasta una base numerada como la tercera, la prueba consistía en varias partes:
- Primero un participante era llevado a través de una especie de columpio que colgaba de un carril hasta la base número dos, este debía hacer la tarea de traer a sus compañeros de la misma forma hasta la segunda base.
- Luego de traer a un compañero a la segunda base, el traído debía bajarse del columpio y subirse en el que lo llevaría a la tercera base para ir a buscar un canasto el cual debía llevar hasta la segunda base (quedándose en la tercero) a través de una cuerda que colgaba del columpio que colgaba del carril.
- Luego de que llegará el canasto el que se encontraba en la 2.ª base debía desatarlo y volverlo a atar en el columpio que lo llevaría a la primera base.
- Al llegar el canasto a la primera base, debía ser desatado del columpio y echarle a este 5 manzanas para volver a hacer el procedimiento de llevarlo a la segunda y luego a la tercera base para así colocar solo 3 manzanas en una especie de pote.
- Luego debían repetir este mismo proceso con:
- Un saco y carbón el cual debían meter en un tubo hasta llenarlo (en caso de no llenarlo deberán devolverse y hacer de nuevo el proceso hasta llenarlo por completo)
- Un balde y un litro de agua hasta un potellenarlo hasta que este revalsara. (en caso de que no revalse deberán hacer el mismo proceso que con el carbón)
- Bolas de acero y una caja en la cual cabían 5 bolas de acero hasta una repisa en la cual había que poner cuatro bolas (encaso de que no les alcanzaran las bolas tenían que devolverse a buscar más).
- Luego de llevar todos los objetos, todos los participantes debían llegar a la tercera base a través del carril y el columpio.
El ganador era el primer equipo en llevar todos los objetos y a todos sus participantes a la tercera base.
3.ª Competencia Por Equipos: Los Participantes debían en parejas ir a buscar unas pinzas las cuales les servirían para transportar unos rieles de un extremo a otro. Luego de llevar los rieles al otro extremo debían ir a buscar unas piezas para armar una especie de polea la cual tenían que amarar a una cuerda y tirar la cuerda hasta llegar al otro extremo y engancharla a un riel para así traerlo hasta donde estaba la polea, debían hacer esto con 5 rieles y luego debían alinearlos y correr a un palo en el cual había una bandera (con el color correspondiente a su equipo) y desamarrarla para luego alzarla.
4.ª Competencia Por Equipos: Los Equipos estaban amarrados a unas cuerdas las cuales debían desenredar de unas estructuras pasan por arriba o por abajo de éstas dado así que cuando una participante desamarrara la suya debía seguir este con el que venía después hasta terminar el circuito y llegar a un madero por el cual debían pasar las cuerdas (por un hoyo que este tenía) para así luego depositarlas en un balde gigante y ganar la prueba desamarrando una bandera y alzarla para así lograr la victoria.
5.ª Competenca Por Equipos: Los participantes debían pasar por diferentes obstáculos llevando un balde para luego traerlo y echarle el barro a unos barriles para lograr contrapeso. El primer equipo en lograrlo ganaba la competencia.
6.ª Competencia Por Equipos: Los participantes debían hacer que un puente colgante llegara de un lado a otro a través de un carril, para que un participante pasara y así hasta hacerlo con tres puentes, para luego atravesar por un puente corredizo el cual debía ser jalado por el mismo participante para así llegar luego a una estructura con banderas y tomar la del color que le pertenecía, luego de esto debía bajar unas escaleras para llegar a una escalera acostada y pasar sobre esta y luego avanzar por una red para así llegar a la barra de equilibrio y pasarla para luego pasar debajo de toda la estructura hasta otra estructura en la cual debían dejar la bandera para que empezara el otro participante. El primer equipo en traer todas las banderas era el ganador.
7.ª Competencia Por Equipos: Tenían que pasar por los distintos obstáculos llevando maderas para lograr crear un puente y alzar la bandera que le correspondía a cada equipo. Los obstáculos eran:
- A un participante lo subían a una especie de silla colgante y lo empujaban hasta el otro extremo del carril en caso de no llegar este mismo debía empujarse solo.
- Después de bajarse de la silla debía tomar las maderas(2) y colocarlas en unos ganchos unidos a unos carriles para así hacer la transmisión de estos al otro extremo de este. Luego de esto el participante se tiraba por un columpio hasta el otro extremo en donde se encontraban las maderas.
- Luego de esto debían llevar las maderas formando un puente en unos palos ya enterrados intercalando las maderas para así llegar al extremo en donde debía poner las tablas y devolverse hasta el otro extremo por un palo haciendo equilibrio hasta que llega al columpio se tira luego llega a la silla y debe empujarse con un fierro. Debían hacer esto hasta formar una escalera pasando luego todo el equipo por los mismos obstáculos para así subir la escalera y alzar la bandera el ganador era el lograse esto.
8.ª Competencia Por Equipos: Debían los participantes de cada equipo subir la cadenas a través de un tecle logrando que una balsa se eleve para así llevarla a un extremo de la estructura a través de un fierro el cual movía la balsa con una rueda que tenía este. Luego debía bajar la balsa con el mismo tecle y empezar a remar hasta el otro lado del "lago" hasta una estructura que tenía banderas y llevarse una y regresar repitiendo todo el proceso otra vez. Luego debían llevar la bandera a un madero y colocarla debían repetir el proceso hasta lograr traer todas las banderas el primer equipo en lograr esto conseguía la victoria.
9a Competencia Por Equipos: Debían atravesar por una larga piscina hasta el otro extremo en donde había unas balsas, debían subir de la piscina a la tierra y desenredar unas cuerdas que estaban atadas a la balsa y a una estructura, los participantes de cada equipo debían transportar las balsas hasta donde se encontraba el resto del equipo, luego de hacer esto los participantes debían transportarse todos al mismo tiempo en las balsas hasta cruzar la piscina y traer el banderín de vuelta al principio repitiendo el proceso hasta alzar la bandera. El primer equipo en lograr esto obtiene la victoria e inmunidad por una semana.
10.ª Competencia Por Equipos: Debían ir en una bicicleta antigua con un canasto y pedalear en unos rieles hasta una plataforma de la cual debían poner un fardo en el canasto de la bicicleta y devolverse hasta llegar a una estructura de durmientes y pasar el fardo y el competidor a través de este y subir a una plataforma y dejar el fardo. Deberán realizar esta operación hasta que un equipo lleve todos los fardos hasta la otra plataforma y así obtendrán la victoria.
11.ª Competencia Por Equipos: Debían atravesar un laberinto con gafas que les acortaba la vista y llegar a un lugar donde había sacos, y traerlos en un lechero de vuelta por el camino contrario. El equipo que primero lograse llevar todos los sacos era el ganador.
12.ª Competencia Por Equipos: Debían atravesar los obstáculos de la piscina(red, palo por el cual debían subir (imitando el juego chileno Palo Encebado), una estructura con palos por la cual debían pasar alternando y una escalera), para llegar a lo alto y tomar una bandera y llevarla hasta la base. El primer equipo en lograrlo era el ganador de la semana.

### Competencias Individuales
1.ª Competencia Individual: Constaba de diferentes partes y quien quedara último en una parte era eliminado, así hasta que quedara el ganador:
-Los Hombres: Eran 4 partes de la prueba:
1. Debían sacar unas cuerdas de unos troncos.
2. Debían hacer "un puente" con las cuerdas para poder pasar hasta otro lado de la prueba.
3. Debían pasar por una estructura de ganchos.
4. Debían subir y arrastrase por una estructura de troncos y luego elevar la bandera. Él que lo lograra ganaba.

-Las Mujeres: Eran 3 partes en la prueba:
1. Debían arrastrarse por unas cuerdas, pasando 3 sacos.
2. Debían pasar por una estructura de ganchos.
3. Debían subir y arrastrase por una estructura de troncos y luego elevar la bandera. La que lo lograra ganaba.

2.ª Competencia Individual: Constaba de diferentes partes, mezclando fuerza, agilidad y equilibrio. Debían pasar por una estructura de equilibrio, de colgarse, de unos palos y de unas cuerdas para recuperar unas banderas. El primero que lograra recuperar todas las banderas era el ganador de su competencia individual respectiva.

### Semifinales
Tanto en la competencia de las mujeres, como la de los hombres, los participantes debían cruzar una jeamcana, la cual mezclaba equilibrio, fuerza, destreza y habilidad. Los primeros que recuperaran una cierta cantidad de banderines en sus respectivas semi finales eran los finalistas.

### Duelos
1.er Duelo De Eliminación:Las participantes debían con un palo a ponerlo en distintas partes de una estructura (ya sea solo en forma horizontal) para así armar una especie de puente o pasamanos por el cual debían pasar colgándose o haciendo equilibrio para lograr ir a buscar otro palo para completar el puente o pasamanos, debían repetir esto hasta lograr el puente o pasamanos completar para así lograr con unas tijeras sin filo cortar unas cuerdas que sostenían unas bolas de acero. La primera en lograr botar todas las bolas era la ganadora.
Nota: Los palos al igual que las tijeras, estaban amarrados a unas escaleras las cuales debían subir para lograr el objetivo.
2.º Duelo De Eliminación: Los participantes debían subir por unas escaleras (cada vez más difícil ya que iban cambiando la forma en que estaban hechas)para llegar a unos obstáculos los cuales tenían que ser abiertos con llaves, otros con una sierra y otros desamarrarlos, para así dejar el puente libre e ir a buscar una bandera y bajar. El primero en lograrlo era el ganador.
3.er Duelo De Eliminación: Las participantes debían partir unos maderos (10) para lograr crear un palo de base para un puente colgante para así pasar por este y tomar una bandera. El primero en tomar la bandera era el ganador.
4.º Duelo De Eliminación: Las Participantes debían tomar con una tenaza colgante (que estaba amarrada a un carril) 5 pedazos de riel y transportarlos hasta el lugar en que ellos se encontraban para así dejarlo luego colgando en una estructura colgante. La primera en lograrlo era la ganadora.
5.º Duelo De Eliminación: Los Participantes deberán transportar 5 bolas de acero a través de un tecle hasta una estructura alta y luego subir una escalera (de la misma estructura) para así tirar la bola de acero por un tubo (de la misma estructura) y que esta llegase al final. La primera en lograrlo era la ganadora.
6º Duelo De Eliminación: Los participantes debían coger una bola de acero con un imán hasta un tubo para que esta cayera en él y llegara a una canaleta la cual la llevaría hasta un columpio, el cual debía ser levantado equilibrando la bola, para así llegar a otro tubo y echarla adentro para que cayese en otra canaleta hasta otro columpio con una rampa en este, para volver a subirlo equilibrando la bola y echarla en otro tubo para que cayese en este y llegase a través de otra canaleta hasta la meta. Debían hacer este proceso con 3 bolas y en caso de que se cayera una durante la trayectoria debían empezar el circuito nuevamente. El primero en lograr hacer llegar 3 bolas de acero hasta la canaleta final era el ganador.
7º Duelo De Eliminación: Los participantes debían hacer equilibrio por un palo largo hasta una base para luego devolverse hasta la mitad de este y lograr que un palo cayera(haciendo contrapeso con una bola de acero, para así luego hacer este mismo recorrido para buscar el palo el cual estaba en el palo siguiente, luego de haber sacado el palo debían llevarlo hasta otra base en la cual en medio de la trtayectoria para hacer equilibrio había un arco en el cual debían dejar los palos para así luego llegar a la base y devolverse pasando por debajo de estos como el "juego del limbo" (con la única diferencia que aquí podían pasar de cualquier forma pero haciendo equilibrio y sin tocar el palo, debían hacer este proceso con 5 palos para luego ir a buscar un banderín y pasar con este hasta la última base y bajarse de la estructura para hacer equilibrio y poner el banderín en un madero que estaba puesto. En el caso de que un participante se cayera debía empezar desde la última base que tocó con los dos pies. El primero en lograr colocar su banderín en el madero era el ganador.
8° Duelo De Eliminación: Los participantes debían pasar a través de los durmientes hasta arriba de la estructura para tomar una estaca la cual deberán llevar hasta otra estructura para clavarla, debían llegar a ese lugar pasando de vuelta por los durmientes y luego de haber pasado por estos debían amarrarse al contrapeso que era un tubo largo con un extremo tapado lleno de pelotas de acero (aprox. 10 bolas de acero) luego de amarrarse a este debían correr haciendo fuerza hasta llegar a la estructura en donde debían clavar las estacas (Debían repetir este proceso 3 veces). El primero en clavar las tres estacas y sacar el banderín era el ganador.
9° Duelo De Eliminación: Las participantes debían arrojar una pelota por la canaleta y hacer equilibrio para llegar antes que la pelota y así tomarla y arrojarla por otra canaleta, en caso de caerse las participantes debíanesperar que la pelota llegara al final de la canaleta para empezar el circuito de nuevo, y en caso de que la pelota cayera debían bajarse de la barra de equilibrio e ir a buscarla y empezar todo de nuevo. La primera que lograse llevar 10 pelotas hasta la otra canaleta era la ganadora.
10° Duelo De Eliminación: Las participantes debían correr e ir a buscar unos palos para ponerlos en una estructura formando escaleras y pasando por estas cada vez que se iba a buscar un nuevo palo. La primera en lograr tomar su banderín era el ganador.
11° Duelo De Eliminación: Los participantes debían atravesar diferentes obstáculos: pasar por debajo de una red haciendo punta y codo, hacer equilibrio en unos palos e ir formando con estos mismos un puente hasta llegar y tomar una pelota, llevando la pelota debían atravesar el palo de equilibrio y luego hacer que la pelota cayera en un tubo a través de un columpio hasta una canaleta, luego de esto debían pasar por arriba y por abajo intercaladamente a través de una estructura parecida a una escalera acostada y colgando y empezar el circuito de nuevo. El primero que haga llegar 5 pelotas a la canaleta era el ganador.
12° Duelo De Eliminación: Con unos barriles, los participantes debían hacer una estructura con forma de pirámide, elevando los barriles con una poleas. El primero que lograra hacer la forma de pirámide era el ganador.
13° Duelo De Eliminación: Los participantes debían pasar 7 veces por un circuito de barriles metálicos, tomando cada vez al terminar una bola roja. El primero que hiciera el recorrido por octava vez y tomara la bola verde era el ganador.
14° Duelo De Eliminación: Atadas a unas cuerdas afirmadas a unos palos, las participantes debían dejar 5 banderas en unos hoyos, para lo cual, al estar atadas a una soga, debían arrastrar a su contrincante para poder avanzar. La primera que lograra dejar las 5 banderas en su lugar era la ganadora.

### Competencias Por La Inmunidad
1.ª Competencia Por La Inmunidad: Cada obstáculo tiene la alternativa correcta, debían cruzar por algún obstáculo hasta llegar a la rueda que le indicaba la pregunta al participante este debía responderla en forma correcta rompiendo unos jarros para esto debían pasar por distintos obstáculos dependiendo de la alternativa que elegían(Escalera, Palos de Equilibrio y un Larguero).
2.ª Competencia Por La Inmunidad: Los participantes debían pasar por distintos obstáculos hasta llegar a la rueda y responder la pregunta correctamente, si creían que era la alternativa C debían pasar por los Palos De Equilibrio, si creían que era la B por el Larguero y si creían que era la A por los Tampores y las Rejillas, en caso de equivocarse debían devolverse por el último obstáculo que pasaron hasta responder correctamente la pregunta. El que lo hacía en menos tiempo era el que tenía la inmunidad.
3.ª Competencia Por La Inmunidad: Debían llevar una pelota por un flipper hasta el final de este y al llegar la pelota debían correr hacia la Tómbola de las Preguntas y responder con vía oral, es decir, con la voz directamente y Raquel diría si era correcta o incorrecta la respuesta, si era correcta podía ir al flipper y seguir con la siguiente bola de acero para la siguiente pregunta, si era incorrecta debía seguir con la misma bola de acero para cuando llegase esta al final debían correr otra vez y responder la misma pregunta y así hasta que tengan la respuesta correcta. El que respondía las tres preguntas más rápido (en menor tiempo) era el ganador.

### Pruebas Por El Legado
Cada vez que alguien se retira de 1910 (desde Álvaro Ballero en adelante) deberá dejar dos candidatos para el legado los cuales se batirán en un duelo para lograr obtenerlo, el que gane obtendrá inmunidad por una semana y disfrutará de las comodidades de la habitación del siglo XXI.
Competencias Por El Legado
1.ª Competencia Por El Legado: Los participantes con los ojos vendados deberán hallar 3 piezas de metal (cubos y esferas) para botarlas en un tubo. Luego de lograr encontrarlas deberán quitarle el cascabel al otro participante. El primero en lograrlo es el ganador y disfrutará de la inmunidad y de la pieza del siglo XXI.
Nota: Ha sido la única competencia por el legado, esta es aplicada tanto para hombres o como para mujeres y mixto.

## Legado y Destierro
El Legado es entregado por el eliminado de cada semana a cualquiera de sus compañeros. El elegido goza de inmunidad por una semana y puede dormir en la «Habitación del siglo XXI», un cuarto decorado y equipado al estilo contemporáneo. Allí hay ducha, ropa, alimentos, televisor, equipo de música y otras comodidades que el elegido puede compartir con uno de sus compañeros del sexo opuesto solo durante el día. Al salir de la habitación, los participantes deben cambiarse de ropa y volver a usar los trajes de 1910.
El destierro es una especie de castigo elegido por el inmune por legado hacia otro de sus compañeros, exceptuando a los duelistas ya elegidos. Consiste en un aislamiento de 24 horas en una pequeña casa en condiciones más precarias que las de la hacienda.

### Duelos por el Legado
| Semana | Eliminado           | 1.er Legado          | 2.º Legado           | Inmune               |
| ------ | ------------------- | -------------------- | -------------------- | -------------------- |
| 4      | Álvaro Ballero      | Daniel Pinto         | Ximena Huilipan      | Daniel Pinto         |
| 5      | Viví Rodríguez      | Fabricio Vasconcelos | Katherine Bodis      | Fabricio Vasconcelos |
| 6      | Paula Lopicich      | Adriana Barrientos   | Arturo Prat Lopicich | Adriana Barrientos   |
| 7      | Marisela Santibáñez | Ernesto Lavín        | Carolina Chacón      | Ernesto Lavin        |
| 8      | Katherine Bodis     | Adriana Barrientos   | Viví Rodríguez       | Adriana Barrientos   |
| 9      | Adriano Ribeiro     | Katherine Bodis      | Vanessa Borghi       | Vanessa Borghi       |
| 10     | Viví Rodríguez      | Denisse Moreno       | José Valenzuela      | José Valenzuela      |
| 11     | Ximena Huilipan     | Roberto Dueñas       | Katherine Bodis      | Roberto Dueñas       |
| 12     | Carolina Chacon     | Fabricio Vasconcelos | Katherine Bodis      | Fabricio Vasconcelos |

     Participante de equipo Centenario.
     Participante de equipo Progreso.
     Participante de equipo Congreso .
     Participante de equipo República.
1. ↑  En la primera y segunda solo se podía dejar legado a una persona, desde la eliminación de Álvaro Ballero se deja legado Doble.

### Legados y Destierros
| Semana | Eliminado           | Legado               | Acompañante          | Desterrado           |
| ------ | ------------------- | -------------------- | -------------------- | -------------------- |
| 1      |                     |                      |                      | Pavel Ramos          |
| 2      | Denisse Moreno      | Ernesto Lavín        | Pamela Díaz          | Katherine Bodis      |
| 3      | Pavel Ramos         | Roberto Dueñas       | Marisela Santibáñez  | Adriana Barrientos   |
| 4      | Álvaro Ballero      | Daniel Pinto         | Marisela Santibáñez  | Roberto Dueñas       |
| 5      | Viví Rodríguez      | Fabricio Vasconcelos | Marisela Santibáñez  | Daniel Pinto         |
| 6      | Paula Lopicich      | Adriana Barrientos   | Daniel Pinto         | Ernesto Lavín        |
| 7      | Marisela Santibáñez | Ernesto Lavín        | Denisse Moreno       | Adriana Barrientos   |
| 8      | Katherine Bodis     | Adriana Barrientos   | Daniel Pinto         | Denisse Moreno       |
| 9      | Adriano Ribeiro     | Vanessa Borghi       | Arturo Prat Lopicich | Daniel Pinto         |
| 10     | Viví Rodríguez      | José Valenzuela      | Carolina Chacón      | Katherine Bodis      |
| 11     | Ximena Huilipan     | Roberto Dueñas       | Vanessa Borghi       | Cristian Martínez    |
| 12     | Carolina Chacón     | Fabricio Vasconcelos | Denisse Moreno       | Cristian Martínez    |
| 13     | Roberto Dueñas      | Cristian Martínez    | Katherine Bodis      | Arturo Prat Lopicich |
| 14     | José Valenzuela     | Vanessa Borghi       | Arturo Prat Lopicich | Daniel Pinto         |
| 15     | Vanessa Borghi      | Denisse Moreno       | Arturo Prat Lopicich |                      |

1. ↑  En la primera semana debido a que el equipo progreso ganó la competencia se le da el derecho de definir quien ira a destierro el capitán de dicho equipo en este caso Daniel Pinto.
2. ↑  En la 7.ª semana, Ernesto Lavín escogió como acompañante a Denisse y a Roberto, pero este último debía ir disfrazado, como condición de Lavín.
3. ↑  Al renunciar Ernesto, el llamado telefónico pasó a su acompañante Denisse y el destierro fue decidido entre Roberto y Denisse.
4. ↑  Desde la 13.ª semana en adelante el legado no incluía más inmunidad.

## 1910: Gran Final
La final se realizó el 31 de octubre, en la hacienda de Pirque, donde Fabricio Vasconcellos resultó ganador al vencer en la última prueba de habilidad a Arturo Prat Lopicich.
| Participantes | Tipo de competencia | Semi Finalistas | Tipo de Duelo | Finalistas | Tipo de Duelo | Ganador  |
| ------------- | ------------------- | --------------- | ------------- | ---------- | ------------- | -------- |
| Adriana       | Fuerza              | Adriana         | Habilidad     |            | Fuerza        |          |
| Fabricio      | Fuerza              | Fabricio        | Habilidad     | Fabricio   | Fuerza        | Fabricio |
| Denisse       | Fuerza              |                 | Habilidad     |            | Fuerza        |          |
| Arturo        | Fuerza              | Arturo          | Habilidad     | Arturo     | Fuerza        |          |
| Daniel        | Fuerza              | Daniel          | Habilidad     |            | Fuerza        |          |

## Guerra de realities
Aunque en un principio estaba previsto que la fecha de estreno de "1910" coincidiera con el inicio del reality de TVN, Pelotón VIP, los cuales tendrán famosos entre sus participantes, el espacio de la red pública adelantó su estreno.

## Visitas
- Augusto Schuster: Fue a la casona junto al resto del elenco de Corazón Rebelde.
- Denise Rosenthal: Fue a la casona junto al resto del elenco de Corazón Rebelde.
- Ignacio Garmendia: Fue a la casona junto al resto del elenco de Corazón Rebelde.
- Luciana Echeverría: Fue a la casona junto al resto del elenco de Corazón Rebelde.
- Diana Bolocco: Condujo Chile, país de talentos.
- Eduardo Fuentes: Condujo Chile, país de talentos.
- Edgardo Hartley: Fue jurado de Chile, país de talentos.
- Horacio Saavedra: Fue jurado de Chile, país de talentos.
- Franco "El Gorila": Él no visitó la casona, pero se encontró con Katherine Bodis(con quien tuvo una relación), en un concierto.
- Sebastián Piñera: Visitó 1910 junto a su esposa.
- Jaime Coloma: Fue jurado de un concurso de la fiesta de primavera.
- Marco Enríquez-Ominami: Visitó 1910 junto a su hija.
- Mario Ortega: Visitó 1910 junto a Juan Pablo Álvarez
- Jesica Alonso: Visitò 1910 para aclarar las cosas con Roberto Dueñas.
- Juan Pablo Álvarez: Visitó 1910 junto Mario Ortega.
- Exparticipantes de 1910: En el día de cumpleaños de Daniel Pinto, los participantes eliminados compartieron el día con los que quedaban.
- Américo: Visitó 1910 en el cumpleaños de Daniel.
- Gabriel Mendoza: Visitó a los finalistas de 1910 el día antes que estos se fueran.

## Sucesor
El 2 de enero se estrenó el nuevo Reality Año 0 (reality show), ambientado en un mundo posapocalíptico después del supuesto fin del mundo en 2012. conducido por Sergio Lagos y Ángela Prieto.

## Sucesión
| Predecesor: 1810 | Reality show de Canal 13 2009 | Sucesor: Año 0 |

- Datos: Q5678167